# Giovanni Maria Angelo Bononcini
Giovanni Maria Angelo Bononcini (18. listopadu 1678 Modena – 1753) byl italský violoncellista a hudební skladatel.

## Život
Nejmladší a nejméně známý člen hudební rodiny Bononciniů. Byl pojmenován po svém otci Giovanni Maria Bononcinim (1642–1678), který zemřel pouhou hodinu před jeho narozením. Na odlišení od otce a staršího nevlastního bratra Giovanni Bononciniho (1670–1747) získal přízvisko Angelo.
Celý život zůstal v Itálii. Třicet let byl chrámovým violoncellistou v modenské katedrále a poté působil také v Benátkách a v Římě. Po čtyřicet let byl členem Accademia Nazionale di Santa Cecilia. Komponoval skladby pro violoncello a kantáty.